# Свободен софтуер
 За софтуер, който е безплатен за потребителя вижте безплатен софтуер.  
Свободен софтуер (на английски: free software, подобно на open source) е термин, който се използва за компютърни програми, чиито автори дават на потребителя правото свободно да ги изпълнява, копира, изучава, променя и подобрява, и използва.
За да може дадена програма да бъде определна като свободен софтуер, лицензът, под който е публикувана, трябва да гарантира на всички потребители следните свободи:
1. Свободата да използват програмата за каквато и да е цел;
2. Свобода да изучават начина на работа на програмата и да я променят и пригаждат според собствените си нужди (за това е необходим достъп до изходния код);
3. Свобода да разпространяват програмата, така че да помогнат на друг потребител;
4. Свободата да разпространяват променените версии на програмата. По този начин те дават възможност на цялото общество да извлече полза от промените (за това е необходим достъп до изходния код).

Съществуват различни лицензи, които дават на потребителя тези свободи. Най-популярните са GNU General Public License (GNU GPL) и BSD License. Лицензионното споразумение GNU GPL, за разлика от BSD License, не само предоставя тези четири свободи, но и ги защитава — налага единственото ограничение всички производни програми да са също свободен софтуер, лицензиран под GNU GPL. И двата лиценза се радват на широка употреба: например GNU GPL се използва в най-популярната свободна операционна система GNU/Linux, а BSD License — във FreeBSD.
Подобни свободи, но предназначени за документация или друга форма на знанието, се дават от GNU Free Documentation License (GNU FDL). Материалите в тази енциклопедия са публикувани при условията на GNU FDL.

## Определението за отворен код
Въпреки че определението за отворен код от Open Source Initiative (OSI) (на английски: open source) e до голяма степен съвместимо с това за свободен софтуер и не му противоречи, ФСС (Фондация за свободен софтуер) не одобрява термина, тъй като според нея той заобикаля въпроса за свободата и набляга само на практическите цели. При отворения код се предоставя свободен достъп до изходния код на програмата, за да може той да бъде проучван (както се постъпва и при свободния софтуер). За разлика от лицензите на свободния софтуер обаче, лицензите на отворения код не съдържат изрично разрешение за подобряване на програмата от трети лица и за свободно разпространяване на подобрените версии.